# WTNH
WTNH, en el canal 8, es la estación afiliada a la ABC para el estado de Connecticut. Su licencia está ubicada en New Haven. WTNH es propiedad de LIN TV Corporation, y es la estación hermana de WCTX (canal 59), la estación afiliada a MyNetworkTV para los mercados televisivos de Hartford y New Haven. Las dos estaciones comparten los estudios en New Haven, y la planta transmisora de WTNH está ubicada en Hamden, Connecticut.
El 18 de mayo de 2007. LIN TV anunció que estaba explorando alternativas estratégicas que puedan desembocar en la venta de la compañía.

## Historia
WTNH debutó el 15 de junio de 1948 como WNHC-TV en el canal 6. La estación fue fundada por el periódico New Haven Register junto con la radio WNHC (1340 AM, actual WYBC) y WNHC-FM (99.1 MHz, actual WPLR). Es la televisora más antigua del estado de Connecticut, y la segunda más antigua en la región de Nueva Inglaterra (WBZ-TV en Boston salió al aire menos de una semana antes). Era originalmente una afiliada de DuMont Television Network, y fue la primera afiliada de tiempo completo de dicha cadena que duró pocos años. A esta cadena se le sumó NBC y CBS en 1949, junto con ABC en 1950.
A finales de 1953, WNHC-TV cambió su frecuencia y se trasladó al canal 8. Al año siguiente, la Comisión Federal de Comunicaciones unió los mercados televisivos de Hartford y New Haven en uno solo. WNHC-TV compartió parte de la programación de NBC con WKNB-TV de New Britain (actual WVIT) hasta 1955, dado que la señal de WKNB no era lo suficientemente potente para cubrir toda el área de New Haven. En 1955, el New Haven Register y las estaciones de WNHC fueron adquiridas por Triangle Publications (editora de la revista TV Guide), con sede en Filadelfia. También en ese mismo año, WNHC-TV perdió su afiliación con CBS cuando otra cadena adquirió la WGTH-TV de Hartford (después WHCT y actualmente WUVN). La estación se convirtió en afiliada solo de ABC, a pesar de que compartía la programación con la estación WATR-TV de Waterbury (actual WTXX) hasta 1966. Ha sido la afiliada a ABC por más tiempo en Nueva Inglaterra excepto por WMTW-TV en Portland, Maine, también ubicada en el canal 8.
Triangle fue forzada a vender sus televisoras en 1971 luego de que el en ese entonces Gobernador de Pensilvania, Milton J. Shapp, acusara de que la compañía usaba sus estaciones en el estado para una campaña en contra suya. Las estaciones WNHC fueron las primeras en ser vendidas, pasando a Capital Cities Communications junto con sus estaciones hermanas WFIL-AM-FM-TV en Filadelfia y KFRE-AM-FM-TV en Fresno. Sin embargo, Capital Cities no obtuvo las radioemisoras debido a que ya poseía el máximo permitido por las leyes de ese entonces. Como resultado, WNHC-TV cambió su sigla a WTNH-TV poco después de que Capital Cities la adquiriera (La estación eliminó el sufijo -TV de su sigla en 1985, pero continuó llamándose "WTNH-TV" en sus programas hasta los años 90). WTNH luego adoptó el formato de Action News, famoso en su estación hermana de Filadelfia, WPVI-TV (la antigua WFIL-TV).
Capital Cities compró la ABC en 1986 en un acuerdo que remeció a la industria de la radiotelevisión. Sin embargo, la FCC no permitió a la fusionada compañía mantener WTNH debido a un solapamiento de señales con la estación central de ABC, WABC-TV en Nueva York. La señal de WTNH cubre el Condado de Fairfield (el cual es parte del mercado televisivo de Nueva York) así como también parte de Long Island. Dado esto, el canal 8 pasó a formar parte de una compañía menor llamada Cook Inlet Communications.
Cook Inlet vendió WTNH a LIN en 1994. A mediados de los años 90, la estación eliminó el título Action News en favor del actual "NewsChannel 8". Cuando una nueva estación independiente comenzó en la banda UHF en New Haven, WTVU (después WBNE y ahora WCTX) en 1995, WTNH comenzó operando la estación bajo un acuerdo de marketing local. En 2001, LIN compró WCTX. Desde que comenzó el mencionado acuerdo, WTNH ha producido noticieros de las 7 a. m. y 10 p. m. para WCTX.
WTNH opera una sala de prensa en New London, en las oficinas centrales de The New London Day, así como un "Hartford Bureau" en Columbus Boulevard. La sala de control maestro de la estación actualmente proviene desde Springfiled, Massachusetts.
WTNH fue la primera estación en el país en usar videocintas para la programación local, y una de las primeras en trasmitir en color.

## Televisión digital
El canal digital de la estación está multiplexado.
| Canal virtual | Canal físico | Resolución | Aspecto | Programación                               |
| ------------- | ------------ | ---------- | ------- | ------------------------------------------ |
| 8.1           | 10.1         | 720p       | 16:9    | Programación principal de WTNH-TV / ABC HD |
| 8.2           | 10.2         | 480i       | 4:3     | Radar del tiempo local                     |

En 2009, WTNH dejó el canal 8 y se trasladó el canal 10 cuando la conversión de análogo a digital se completó.

## Presentación de la estación y noticieros

### Título del noticiero
- Action News - (1978-1996)
- NewsChannel 8 - (1996-actualidad)